# Kathelijn Vervarcke
Kathelijn Vervarcke (5 juli 1976) is een Belgisch auteur en regisseur uit Vlaanderen.

## Carrière
Kathelijn Vervarcke studeerde Germaanse taal- en letterkunde aan UGent en vatte daar een passie op voor literatuurgeschiedenis. Als auteur balanceert ze graag op de dunne lijn tussen feit en fictie. Ze gelooft dan ook dat de fictie een diepere waarheid kan vertellen dan de werkelijkheid. 
Kathelijn Vervarcke is scenarist bij De Dakbroeders, een toneelgroep voor historisch locatietheater. De kleine man in De Grote Oorlog is haar expertisedomein. De Dakbroeders verwierven renommee in de Gone-Westproducties van de provincie West-Vlaanderen: o.a. De Tuin van de Eeuwigheid in Diksmuide, Zij-kant van de Oorlog in 4 steden. Daarnaast organiseerden ze vier maal De Dag van de Vrede aan de Yzer. De theaterwandeling Vaderland, Moedertaal, opgevoerd in 7 gemeenten in de Westhoek in 4, beslaat de nawerking van de Eerste Wereldoorlog op menselijke relaties. Kathelijn is projectleider en auteur van Sporen van Spiro, een veelgelaagd erfgoedproject over het verzet in de Tweede Wereldoorlog. 
In het historische segment publiceerde Kathelijn Vervarcke een biografie over Peter Kollwitz (De Klaproos), een kunstgids over Käthe Kollwitz. Haar redevoering in het Duits parlement voor Volkstrauertag in 2014 op ZDF haalde 12 miljoen kijkers. In De tekenaar van het verzet (Lannoo) laat ze kunstschilder Emile Fryns vertellen hoe hij uit verontwaardiging voor de uitsluiting van zijn Joodse leerlingen in de Tweede Wereldoorlog tot spionageactiviteiten voor de weerstand overging. In de podcastreeks De dartele dames en de historicus onderzoekt ze de vragen die historische archiefmateriaal oproepen. 
Naast haar historisch werk schreef Kathelijn Vervarcke 3 Young Adultboeken over kinderen in moeilijke opvoedingssituaties. Zowel Zwerfsteen, Tot de zon aan de horizon vriest en Sneeuw in September (Pelckmans Uitgevers) lezen als een ontroerende ode aan de veerkracht van de jeugd. Met Net Niet Kinderen (Bibliodroom) schreef ze op interactieve wijze samen met 120 jongeren een boek over de onderwijscrisis gezien vanuit de leerling. 
Een derde pijler van haar werk beslaat haar educatieve publicaties voor Campus Nederlands 5 en 6 ASO en TSO (Pelckmans Uitgevers). In haar eigen lespraktijk krijgt creatief schrijven een centrale plek. Samen de steun van de Koning Boudewijnstichting ontwikkelde ze meerdere  schrijfprojecten voor jongeren, zoals de digitale verhalenroute Het Liefdesantigifcentrum en het internetfeuilleton Il Campionissimo.
In haar hele oeuvre streefde Kathelijn ernaar om haar stem te geven aan mensen die geen stem hebben. Met de schrijfateliers probeert ze dit streven te versterken door de anderen te leren hoe ze hun stem kunnen ontwikkelen. 

### Prijzen
In 2016 ontving de auteur een onderscheiding van ‘Ridder van de Orde van de Beuterwaeghe’ voor haar inzet voor de theaterwandelingen Zij-kant van de Oorlog in West-Vlaanderen. 
In 2022 ontving Kathelijn de Cultuurprijs van de Stad Oostende voor haar indrukwekkende oeuvre. 
In 2023 kreeg ze ‘De Groene Pluim voor particitatief onderwijs’ voor het schrijfproject ‘Net Niet Kinderen’. 

### Boeken
- Venus Frigida: roman over de zielsgeschiedenis van een schizofrene vrouw, 2008, Uitgeverij Lemmens, Valkenburg aan de Geul.
- De Samouraimoord: satire voor de jeugd over het mediacircus rond zinloos geweld, 2010, Toneeluitgeverij Vink, Alkmaar.
- Peter Kollwitz: biografie van de Duitse oorlogsvrijwilliger in de Eerste Wereldoorlog,  2013, Uitgeverij De Klaproos, Brugge.
- Käthe Kollwitz: kunstgids over leven en werk van Käthe Kollwitz, 2014, Uitgeverij De Klaproos, Brugge.
- Zwerfsteen: boek voor jongvolwassenen over een jongen die een onwaarschijnlijke daad pleegt, 2016, Abimo, Sint-Niklaas.
- Tot de zon aan de horizon vriest: jongvolwassenenroman waarin de auteur het leven van twee KOPP-kinderen blootlegt, 2017, Uitgeverij Van Halewyck, Kalmthout.
- De tekenaar van het verzet: waargebeurde verhaal van een moedige leraar en zijn Joodse leerlingen, 2024, Uitgeverij Lannoo, Tielt.

### Toneel
- Van den vos Reynaerde: bewerking van het middeleeuwse epos tot jeugdtheater.
- John McCrae: the call of duty: Engelstalige monoloog over het leven van de bekende dichter.
- So You Think You Can Die?: viertalig jongerentoneel over kindsoldaten.
- Reine Flammen: Duitstalige monoloog over de eerste en de tweede Peter Kollwitz (opgevoerd in Gütersloh (2014), Hamburg (2015) en  in Berlijn (2015) gespeeld door Philipp Kocks en Inez Descheemaker).
- Schaduwmoeder: toneelstuk over een hotelbediende die tijdens de Eerste Wereldoorlog voedsel smokkelt voor weeskinderen (gespeeld door Hilde Veulemens).
- De tuin van de eeuwigheid: theaterwandeling op de Duitse militaire begraafplaats in Vladslo voor de herdenking van de Eerste Wereldoorlog (gespeeld door Guga Baúl, Jonas Van Thielen, Onno van Gelder jr., en Philipp Koks).
- Dulce Bellum Inexpertis: theatertweedaagse in Oostende voor de herdenking van de Eerste Wereldoorlog  (door Onno van Gelder jr., Philipp Kocks, Inez Descheemaeker, Laura Debie en Hilde Veulemans).
- Zij-kant van de Oorlog: theaterfeuilleton over sterke vrouwen in de Eerste Wereldoorlog (gespeeld door Andrea Croonenbergs, Katelijne Verbeke, Antje Deboeck, Kurt Defranq, Jonas Van Thielen, Onno van Gelder jr., Vera Coomans, Soetkin Collier, Sara Salverius en Hilde Veulemans).